# Поздняковка (приток Ляли)
Поздняко́вка — река в России, протекает в Новолялинском городском округе Свердловской области. Устье реки находится по левому берегу реки Ляля. Длина — 4,7 км.
Протекает через посёлок Поздняковка.